# Pérou aux Jeux olympiques d'été de 1948
Le Pérou participe aux Jeux olympiques d'été de 1948 à Londres. Sa délégation est composée de 42 sportifs, tous masculins, répartis dans 7 sports et son porte-drapeau est Carlos Dominguez Mavila. Au terme des Olympiades, la nation remporte une médaille d'or, la première de son histoire, par le tireur sportif Edwin Vásquez. 

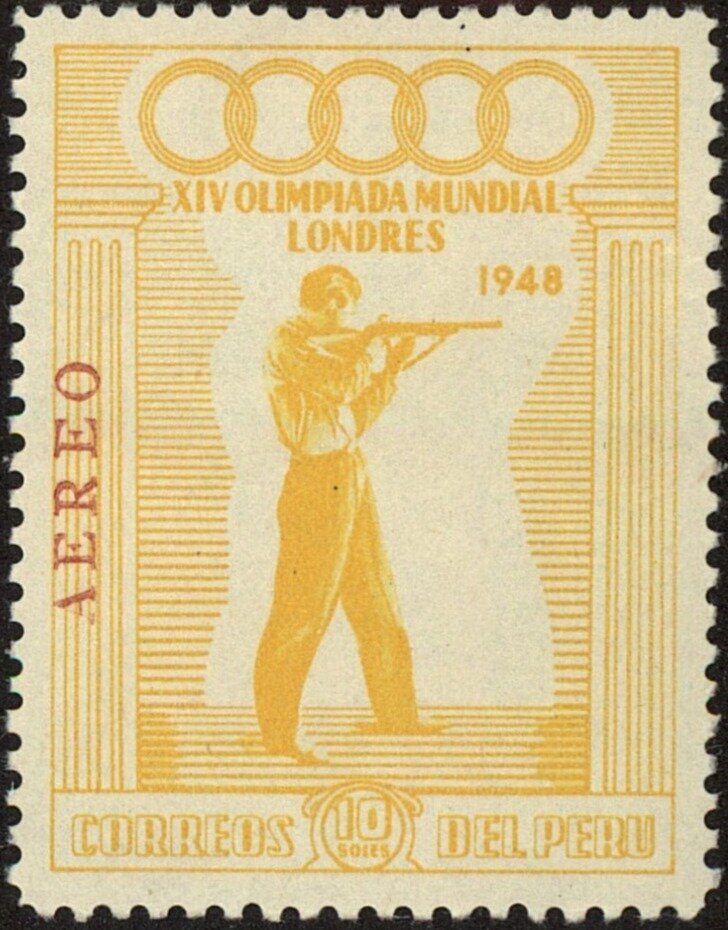
Un timbre à la gloire du tir aux Jeux Olympiques de 1948.

## Liste des médaillés péruviens

### Médaille d'or
| Sport            | Discipline         | Sportifs      | Performance |
| Médaille d'or: 1 |                    |               |             |
| Tir              | Pistolet 50 mètres | Edwin Vásquez |             |